# 横山隆治
横山 隆治（よこやま りゅうじ、1958年9月29日 AB型- ）は、日本の実業家。

## 人物
インターネットの黎明期からネット広告の普及、理論化、体系化に取り組み、企業のマーケティングメディアをPOE（ペイドメディア、オウンドメディア、アーンドメディア）に整理する「トリプルメディア」の考え方を日本に紹介するなど、長年にわたりインターネット広告、デジタルマーケティングに関する著書を多く発表している。

## 略歴
1982年青山学院大学文学部英米文学科卒業。同年、株式会社旭通信社（現ADKホールディングス）に入社。インターネット広告がまだ体系化されていなかった1996年に、日本国内でメディアレップ事業を行う専門会社「デジタル・アドバタイジング・コンソーシアム株式会社（略称：DAC）」を起案し、博報堂とADKなどとの共同事業で同社を設立、代表取締役副社長に就任する。2001年にDACを上場させる。
その後、当時まだ日本にはあまり無かったインタラクティブエージェンシーの設立を目指し、2006年7月より「ADKインタラクティブ」事業を立ち上げ、COOとして指揮を執る。2008年に「株式会社ADKインタラクティブ」として法人化、代表取締役社長となる。2010年9月にデジタルマーケティングのコンサルティンググループである「デジタルコンサルティングパートナーズ」を結成し主宰となり、翌2011年7月にデジタルマーケティング・コンサルティングを行う「株式会社デジタルインテリジェンス」の代表取締役として活動を開始する。
2014年4月、インターネットイニシアティブ（IIJ）や富士通総研などと連携し、個人の買い物履歴などのビッグデータを他社と互いに活用しあえる専門組織「データエクスチェンジ・コンソーシアム」の設立を発表。また、同年5月「ベスト・イン・クラス パートナーズ」も発足させる。

## 著書
- 「最新ネット広告ソリューション」日経BP社（2000年）
- 「インターネット広告革命」宣伝会議（2005年）
- 「Mobile2.0」インプレスジャパン（2006年）
- 「究極のターゲティングﾞ―次世代ネット広告テクノロジー」宣伝会議 （2006年）
- 「次世代広告コミュニケーション」翔泳社（2007年）
- 「トリプルメディアマーケティング」インプレスジャパン（2010年）
- 「ポスト3.11のマーケティング」朝日新聞出版（2011年）
- 「DSP/RTBオーディエンスターゲティング入門」インプレスR&D（2012年）[7]
- 「ビッグデータ時代の新マーケティング思考」ソフトバンククリエイティブ（2012年）
- 「データ・マネジメントが広告の基盤となるDMP：本格化するデジタル・マーケティング 」HBR7月号特集：広告は変われるか」（2013年）
- 「顧客を知るためのデータマネジメントプラットフォーム DMP入門」インプレスR&D （2013年）
- 「広告ビジネス次の10年」翔泳社（2014年）
- 「オンラインビデオ広告入門」インプレスR&D （2014年）
- 「新世代デジタルマーケティング」インプレス（2015年）
- 「リアル行動ターゲティング」日経BP社（2015年）
- 「CMを科学する」宣伝会議（2016年）
- 「届くCM、届かないCM 視聴率=GRPに頼るな、注目量=GAPをねらえ」翔泳社（2017年）
- 「デジタル変革マーケティング」日本経済新聞社（2017年）
- 「マーケティングのデジタル化5つの本質」宣伝会議（2019年）

## 執筆・連載
- 「エージェエンシーの生き残り方」“トラッド×デジタル”最初のハイブリッドアドパーソン 2018年10月〜11月 Agenda note
- 目覚めよ経営者、今こそデジタル変革を　2016年9月〜日経ビジネス
- さらば広告マン、目覚めよ社内マーケター！ 2014年6月 東洋経済オンライン
- 宣伝部の変革と復権-次世代マーケティング部への機能再編-2014年3月〜 宣伝会議／アドタイ
- 革命前夜を迎えた広告業界、準備すべきことは？古いタイプはもはや通用しない、人材育成を急げ 2012年10月〜2013年7月 JBプレス
- 業界人間ベム　2008年1月〜2020年1月 ブログ[8] （ペンネームにて執筆）[9]

## 対談・インタビュー
- 「危機感が僕をアドテクに駆り立てた」 横山隆治氏に聞くネット広告の「これまで」と「これから」2016年2月25日 MarkeZine
- マスとデジタルとリアルの連携、ブランディングとROI……山積する課題の打開策とは？ 2015年7月10日 MarkeZine
- デジタルマーケのプロ集団「BICパートナーズ」発足の狙い--主宰の横山隆治氏 2014年5月28日 CNET
- 「マーケティングは広告･販促」という残念な認識／勘が導く仮説とデータの検証でバリューチェーン全体の最適化を 味の素八馬史尚氏 2014年5月21日 日経BizGate
- 「メディアの価値を深く理解したプランニングを」2014年5月1日 MarkeZine
- 「広告枠売買の「代理」から、マーケティングの「代理」へ」2014年4月30日 MarkeZine
- ビジネスとテクノロジーを埋めるコミュニケーションが大事——株式会社デジタルインテリジェンス 代表取締役 横山隆治氏、AudienceScience社 Michael Greene氏 2013年8月8日 ExchangeWire Japan
- 「DMPは、広告だけでなく、マーケティングコミュニケーションの構造を根幹から変える」2013年6月4日 MarkeZine
- 「メディアプランニング」ではなく「オーディエンスプランニング」の時代 – デジタルインテリジェンス代表 横山隆治氏xアタラ有園2013年4月2日 attribution.jp
- ad:techtokyo 2012で、横山隆治さん達の『パワーコンテンツ連動型アトリビューション・マネジメント』セッションを見てきた2012年11月6日 マーケター通信
- 横山隆治氏インタビュー「DSP/RTBオーディエンスターゲティング入門」を書いた経緯とは2012年10月23日 ITmedia
- 「消費者との関係を構築するトリプルメディア戦略成功の条件」花王Web作成部長 石井龍夫氏2011年10月11日 ダイヤモンド
- 月刊広告人「広告を諦めない広告マンたちの、人と広告の物語。」2011年8月10日
- 編集長インタビュー「デジタルCMOを置き、組織の枠を壊せ」2010年8月 日経BPコンサルティング
- 連載特集 : ネットがもたらす広告業の新潮流 2007年〜2008年 CNET Japan